# Otalia de Bahia
Pour plus de détails, voir Fiche technique et Distribution.
Otalia de Bahia (Os Pastores da Noite) est un film français réalisé par Marcel Camus, tourné en 1975 et sorti en France en 1976.
Il est adapté du roman de Jorge Amado, Os pastores da noite (Les Pâtres de la nuit).
L'actrice principale est Mira Fonseca.

## Fiche technique
- Titre : Otalia de Bahia
- Réalisation : Marcel Camus
- Assistant réalisateur : Jean-Pierre Vergne
- Scénario : Marcel Camus et Jorge Amado d'après son roman
- Musique : Walter Queiroz, Antônio Carlos et Jocáfi
- Photographie : André Domage
- Montage : Andrée Feix
- Production : Claire Duval
- Société de production : Cinema International Corporation, FR3 et Orphée Arts
- Société de distribution : Cinema International Corporation (France)
- Pays de production :  France et  Brésil
- Genre : drame, musical et romance
- Durée : 121 minutes
- Date de sortie : 
  - France : 22 septembre 1976

## Distribution
- Mira Fonseca : Otalia
- Maria Viana : Marialva
- Antonio Pitanga : Martim
- Joffre Soares : Coq-fou
- Zeni Pereira : Tiberia
- Djalma Correa : Ygrec
- Mãe Massu : Mãe Massu
- Emmanuel Cavalcanti : Inocêncio
- Grande Otelo : Artur